# Пътят минава през Беловир
„Пътят минава през Беловир“ е български игрален филм (драма) от 1959 година на режисьора Петър Б. Василев, по сценарий на Павел Вежинов. Оператор е Георги Георгиев. Музиката във филма е композирана от Петър Ступел.

## Актьорски състав
- Апостол Карамитев – инженер Стамен Петров
- Валентина Борисова – Катя
- Божидар Лечев – Николай
- Димитър Панов – Бай Петко
- Георги Попов – Директорът
- Георги Костов
- Милко Червенков
- Герасим Младенов
- Стоил Попов
- Борис Петров
- Юрий Яковлев
- Васил Василев
- Иван Якимов